# Heppenheim (Bergstraße)
Heppenheim (Bergstraße) – miasto powiatowe w Niemczech, w kraju związkowym Hesja, w rejencji Darmstadt, siedziba powiatu Bergstraße. Leży niedaleko Frankfurtu nad Menem, liczy 25 115 mieszkańców (30 czerwca 2015).
Pierwsza wzmianka o miejscowości datuje się na 755, która prawa miejskie otrzymała w 1318. Spotkanie 18 czołowych liberalnych polityków z południowych i zachodnich Niemiec podczas Heppenheimer Tagung w 1847 stworzyło podwaliny pod Rewolucję marcową w początkach Wiosny Ludów w 1848 i tutaj w 1948 powstała Freie Demokratische Partei (FDP).

## Zabytki
- Ratusz
- Ruiny zamku Starkenburg z XI w.
- Kościół katolicki St. Peter ("Dom der Bergstraße")
- Kurmainzer Amtshof - pałac z XIV w. z zachowanym freskiem z XIV w. i oryginalnymi malowidłami ściennymi z XV w.
- Park Arboretum z wieloma miejscowymi i egzotycznymi drzewami na obszarze 5,4 ha

Heppenheim posiada dobrze zachowaną, malowniczą starówkę o powierzchni 6 ha, na których znajdują się wszystkie zabytki z wyjątkiem zamku Starkenburg. Większość budowli postawiona jest techniką szkieletową.

## Osoby urodzone w Heppenheim
- św. Marianna Cope z Molokaʻi (1838-1918) zakonnica
- Jürgen Groh (ur. 17 lipca 1956) – niemiecki piłkarz
- Edward Lutczyn (ur. 8 czerwca 1947) – polski artysta plastyk
- Sebastian Vettel (ur. 3 lipca 1987) – kierowca wyścigowy, mistrz świata F1
- Kazimierz Sobolewski (ur. 9 sierpnia 1944) – dziennikarz, korespondent Sekcji Polskiej RFI

## Galeria

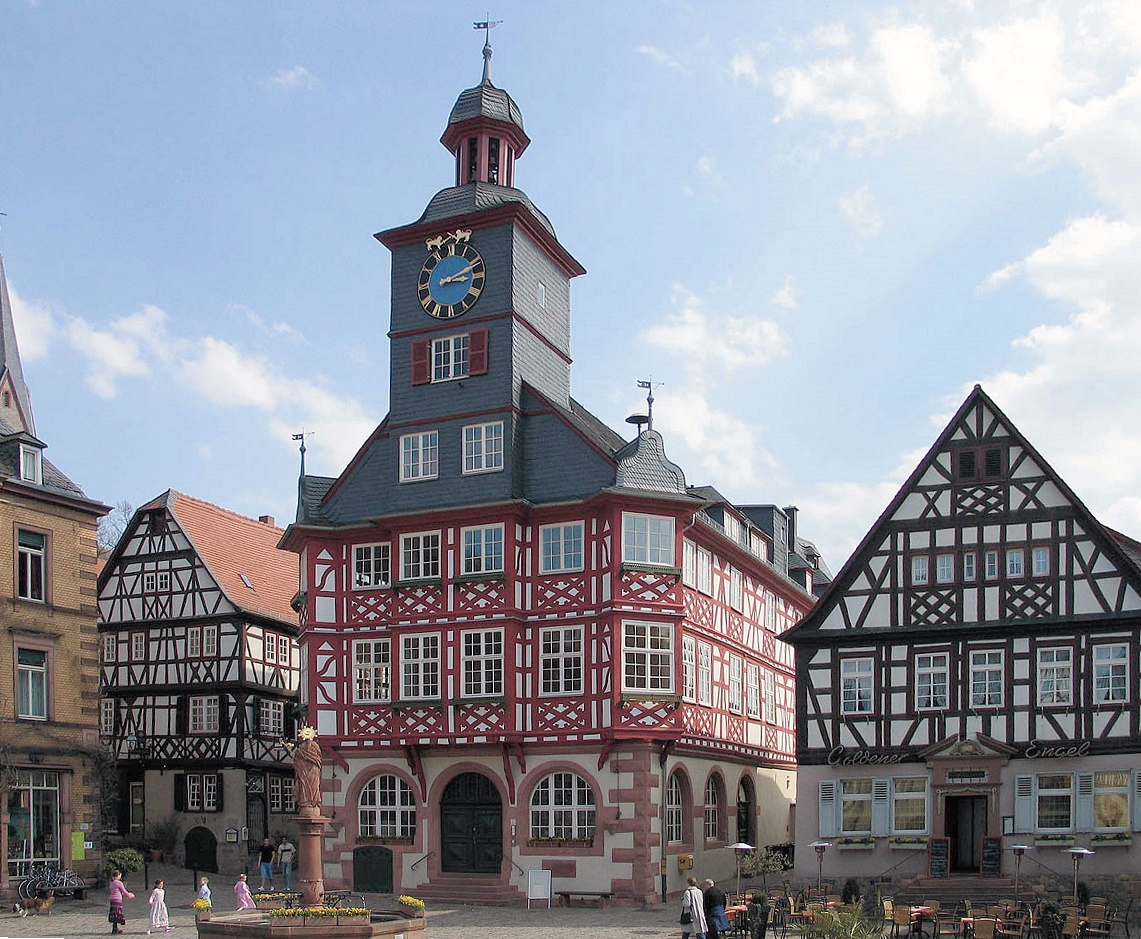
Ratusz w rynku
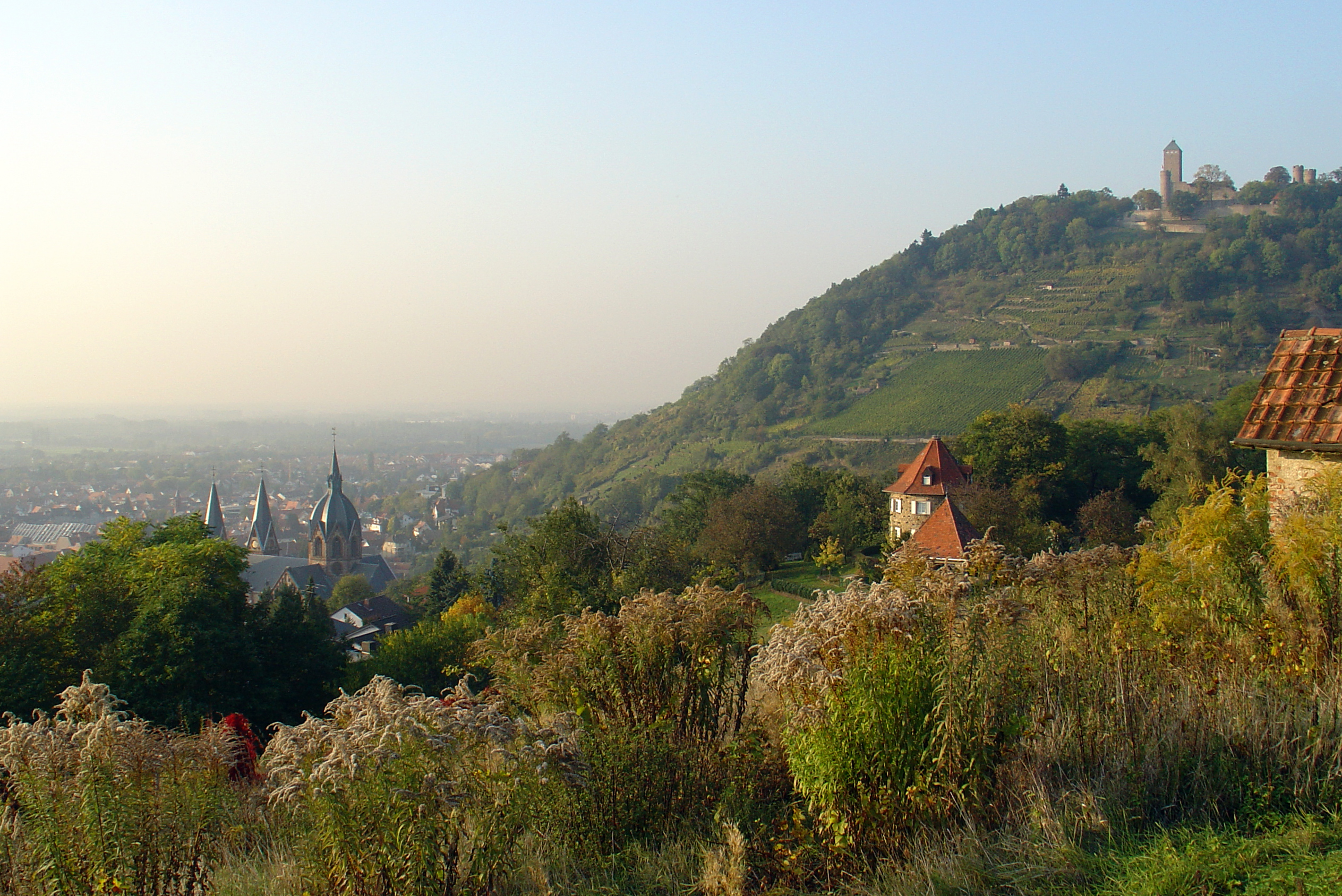
Kościół katolicki St. Peter i ruiny zamku Starkenburg
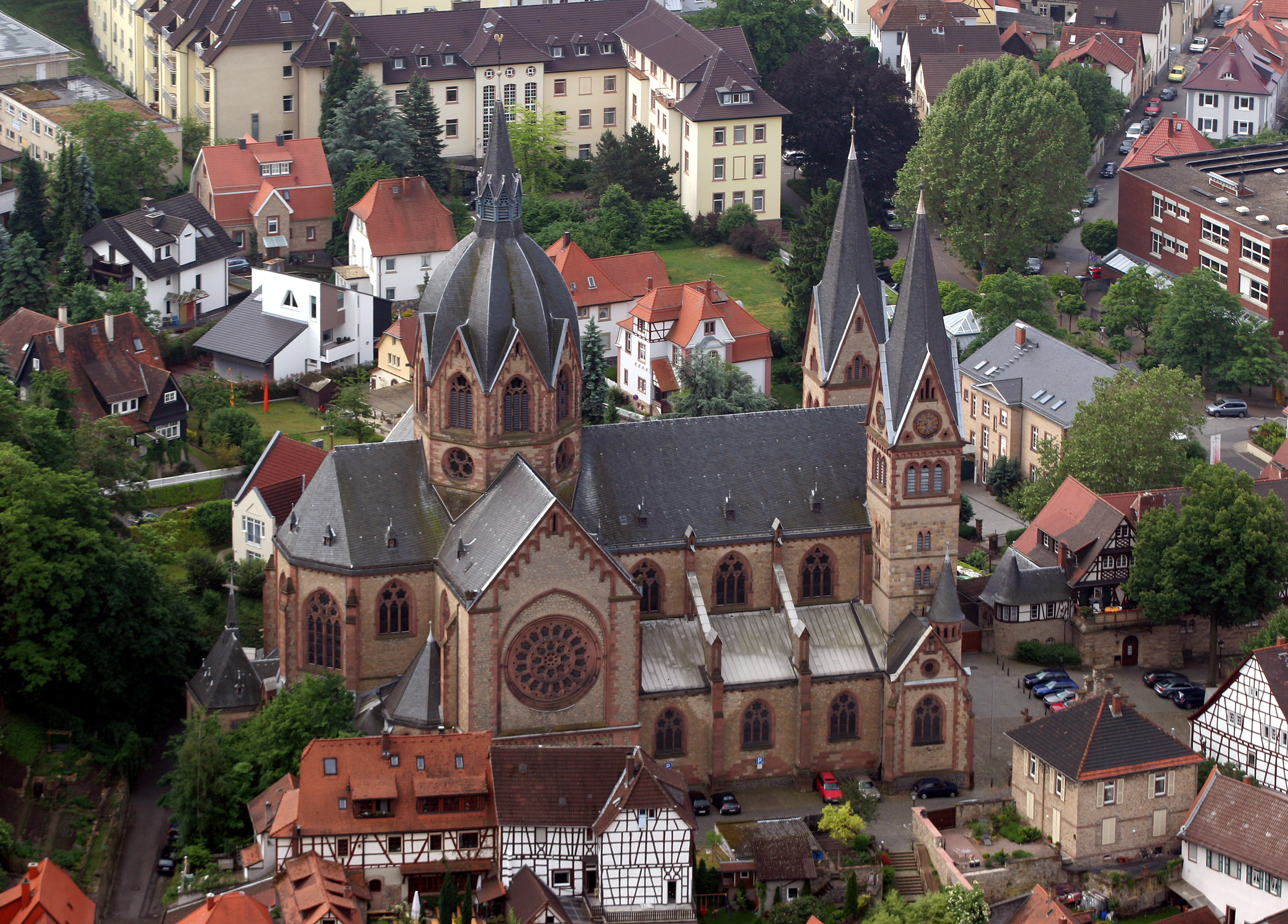
Kościół katolicki St. Peter
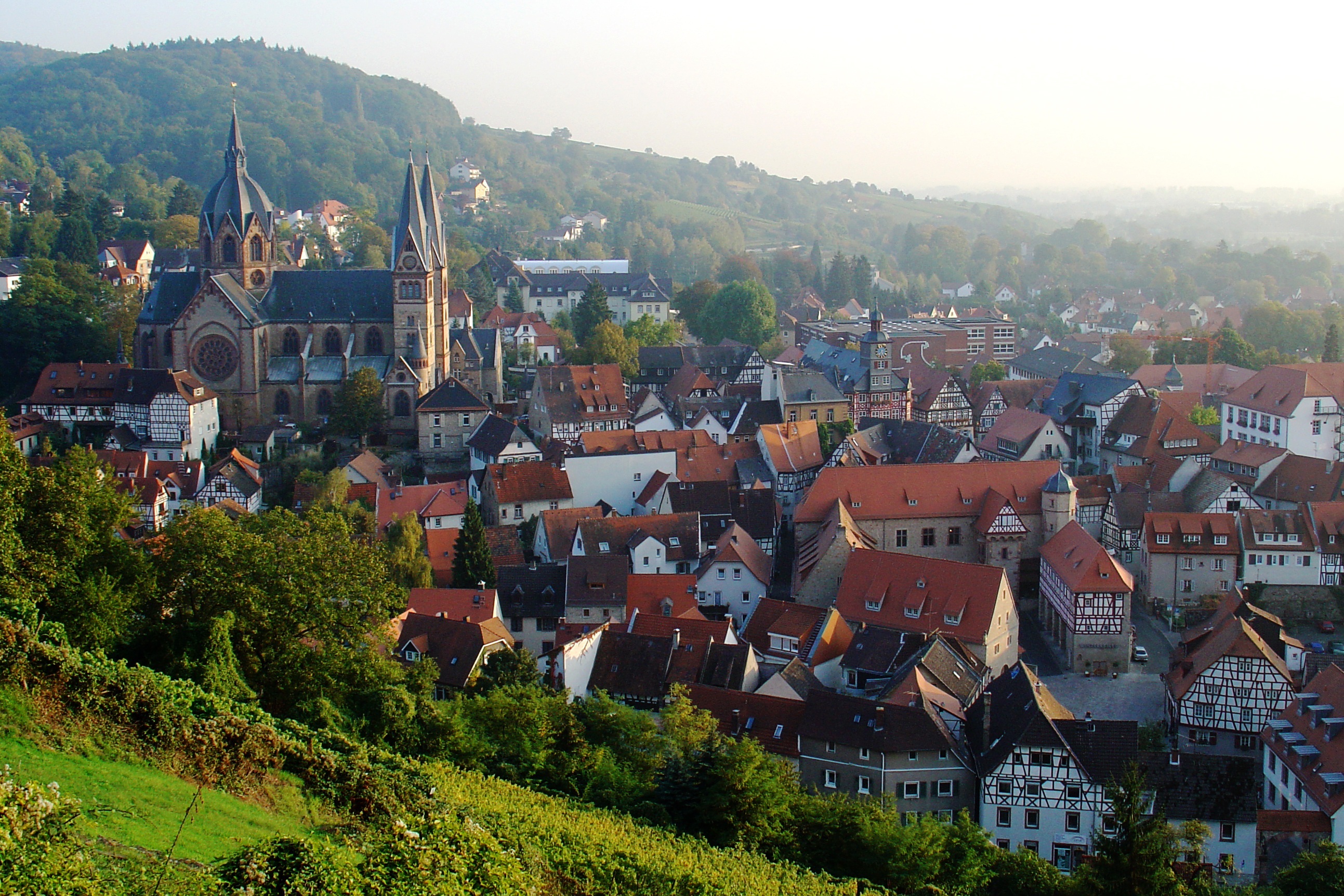
Kościół katolicki St. Peter i stare miasto (widok ze wzgórza zamkowego)